# Zapadnjačka kultura
Zapadna civilizacija ili zapadna kultura, rjeđe evropska civilizacija i/ili američka civilizacija, izraz je pod kojim se u najširem smislu podrazumijevaju naučna i umjetnička dostignuća, odnosno civilizacije koje potiču iz Evrope ili koje u kulturnom smislu pripadaju zapadnom svijetu (SAD, Kanada). Pod time se obično podrazumijevaju tradicije koje svoj temelj u većoj ili manjoj mjeri imaju u:
- grčko-rimskoj kulturi;
- hrišćanstvu, prvenstveno zapadnog tipa;
- prethrišćanskim kulturama i tradicijama, obično vezanim uz keltske i germanske narode;
- renesansi.

## Spoljašnje veze
Mediji vezani za članak Zapadnjačka kultura na Vikimedijinoj ostavi